# La Chapelle-d'Andaine
La Chapelle-d'Andaine era una comuna francesa situada en el departamento de Orne, de la región de Normandía, que el 1 de enero de 2016 pasó a ser una comuna delegada de la comuna nueva de Rives-d'Andaine al fusionarse con las comunas de Couterne, Geneslay y Haleine.

## Demografía
| Gráfica de evolución demográfica de La Chapelle-d'Andaine entre 1800 y 2013 |
|                                                                             |

Los datos demográficos contemplados en este gráfico de la comuna de La Chapelle-d'Andaine se han cogido de 1800 a 1999 de la página francesa EHESS/Cassini, y los demás datos de la página del INSEE.